# سیارک ۶۸۱۵
سیارک ۶۸۱۵ (به انگلیسی: 6815 Mutchler، نامگذاری:1979MM5) شش هزار و هشتصد و پانزدهمین سیارک کشف شده‌است که در ۲۵ ژوئن ۱۹۷۹ کشف شد.
قدر مطلق سیارک برابر ۱۹.۵ است.